# 1902 au Yukon
Chronologie du Yukon
- 1898
- 1899
- 1900
- 1901
- 1902
- 1903
- 1904
- 1905
- 1906

Cette page concerne des événements d'actualité qui se sont produits durant l'année 1902 dans le territoire canadien du Yukon.

## Politique

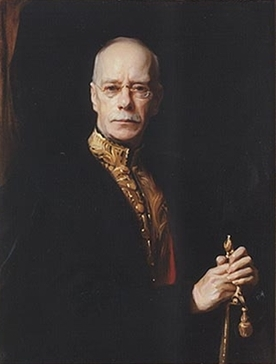
Henry William Newlands

- Commissaire : James Hamilton Ross (en) (jusqu'au 8 février) puis Henry William Newlands (intérim) (du 8 février au 15 août) puis Zachary Taylor Wood (en) (intérim)

## Événements
- Fondation de l'Église anglicane Saint-Paul à Dawson City.
- 2 décembre : Le libéral et l'ex commissaire du Yukon James Hamilton Ross (en) remporte la première élection et le premier député de la circonscription fédérale du territoire du Yukon face au conservateur et ancien conseiller territoriaux Joseph Clarke (en).

## Naissances
- 4 janvier : Angela Sidney, auteure († 17 juillet 1991)
- 23 novembre : Victor Jory, acteur († 12 février 1982)